# 한국종합무역센터
한국종합무역센터(영어: World Trade Center Seoul)는 대한민국 서울특별시 강남구 삼성동에 위치한 복합단지이다. 한국종합무역센터는 한국무역협회에서 국내 기업과 해외 바이어의 간의 무역에 필요한 공간 및 서비스를 제공하기 위해 개발되었으며 서울올림픽 개막하기 열흘 전 1988년 9월 7일에 개장하였다. 설립 당시 영문 명칭은 'Korea World Trade Center (KWTC)'였으나, 1996년 'World Trade Center Seoul (WTC Seoul)'로 영문명칭을 개정했다. 하지만 여전히 외국에서는 약자로 'KWTC'라 사용하고 있다.

## 시설
- 코엑스
- 스타필드 코엑스몰
- 트레이드 타워
- 아셈타워
- 도심공항타워
- 한국도심공항
- 코엑스 아쿠아리움
- 그랜드 인터컨티넨탈 서울
- 인터컨티넨탈 서울 코엑스
- 파르나스 타워

## 같이 보기
- 세계 무역 센터